# Steve Cooper
Steven Daniel Cooper (Pontypridd, 10 december 1979) is een Welshe voetbaltrainer en voormalig voetballer die doorgaans als verdediger speelde.

## Carrière

### Voetballer
Als zoon van een voormalig scheidsrechter werd Cooper in de late jaren 90 onderdeel van Wrexham. Hij slaagde er echter niet in door te breken en speelde dan ook geen enkele wedstrijd voor The Red Dragons. Later speelde hij onder andere voor Bangor City, waar hij tot 57 competitiewedstrijden kwam. Namens die club nam Cooper deel aan de Europese voorrondes van de UEFA Cup in 2002.

### Voetbaltrainer

#### Jeugdtrainer
Tijdens zijn spelerscarrière begon Cooper met het behalen van zijn trainersdiploma's. Op 27-jarige leeftijd behaalde hij het hoogste diploma, UEFA Pro License, waardoor hij een van de jongste trainers werd die dit voor elkaar kreeg.
Na enkele jaren werkzaam te zijn geweest in de jeugdopleiding van Wrexham maakte hij in september 2008 de overstap naar de opleiding van Liverpool. Op 18 juli 2011 werd hij hier benoemd tot hoofd jeugdopleiding, een functie die hij uiteindelijk een jaar zou aanhouden. In het seizoen 2012/13 had hij het onder 18-elftal van Liverpool onder zijn hoede die Cooper naar de FA Youth Cup-finale wist te leiden. Deze werd echter verloren van Chelsea. Tijdens zijn jaren in de Liverpool Academy werkte Cooper onder andere met Raheem Sterling, Trent Alexander-Arnold en Ben Woodburn.
Op 13 oktober 2014 werd Cooper aangesteld als bondscoach van Engeland –16 om vervolgens een jaar later door te schuiven naar Engeland –17. Met spelers als Marc Guéhi, Phil Foden, Callum Hudson-Odoi, Jadon Sancho en Emile Smith Rowe in het elftal bereikte Onder 17 de finale op het Europees kampioenschap voetbal onder 17 in 2017. Deze werd na strafschoppen verloren van Spanje. Op het Wereldkampioenschap voetbal onder 17 datzelfde jaar werd er in de finale wél afgerekend met Spanje. Een jaar later reikte het team tot de halve finale, waarin het ditmaal werd uitgeschakeld door Nederland. Tijdens zijn derde Europees kampioenschap voetbal onder 17 kwam het elftal niet verder dan de groepsfase.

### Swansea City
Na zijn jaren bij The Football Association werd Cooper op 13 juni 2019 aangesteld als hoofdtrainer van Swansea City. Hier tekende hij een driejarig contract en werd hij in zijn eerste maand direct verkozen tot 'Trainer van de Maand: Augustus'. In januari 2020 versterkte hij zijn elftal met spelers waarmee hij in de jeugd van Engeland mee had gewerkt; Rhian Brewster, Marc Guéhi en Conor Gallagher. Met het aangesterkte elftal bereikte hij de play-offs om promotie naar de Premier League, maar hierin was Brentford over twee wedstrijden met 3-2 te sterk.
In zijn tweede seizoen leidde Cooper Swansea City opnieuw naar de play-offs, nadat ze als vierde waren geëindigd in het Championship. Wederom namen ze het op tegen Brentford, maar ditmaal in de finale. De Londense club wist de finale uiteindelijk te winnen en zo promotie af te dwingen. Enkele weken later werd bekend dat Cooper Swansea City had verlaten.

### Nottingham Forest
Op 21 september 2021 tekende Cooper een tweejarig contract bij Championship-deelnemer Nottingham Forest, op dat moment onderaan de ranglijst. Onder leiding van Cooper werden de speelstijl, mentaliteit en uiteindelijk ook de resultaten verbeterd. Op 29 mei 2022 leidde hij The Tricky Trees zelfs terug naar de Premier League nadat het in de play-off finale met 1-0 had gewonnen van Huddersfield Town.
Hoewel de resultaten op het hoogste niveau wisselvallig waren verlengde de club wel Coopers contract in oktober 2022 tot medio 2025. Op 20 mei 2023 verzekerde het team zich van nóg een seizoen Premier League-voetbal op City Ground. Nadat het derde seizoen moeizaam was gestart, met slechts een overwinning in dertien wedstrijden, werd op 19 december 2023 afscheid genomen van Cooper. Zijn taken als hoofdtrainer werden overgenomen door Nuno Espirito Santo.

### Leicester City
Na enkele maanden zonder klus te hebben gezeten kwam Cooper op 20 juni 2024 een driejarig contract overeen met het recent naar de Premier League gepromoveerde Leicester City. Een teleurstellende start, waarbij de club op de zestiende plaats stond na 12 wedstrijden met slechts 2 overwinningen, zorgde ervoor dat Cooper reeds op 24 november 2024 werd ontslagen bij The Foxes.

## Erelijst

### Als trainer
Engeland –17
- WK Onder 17: 2017